# Ústievo
Ústievo (en rus: Устьево) és un poble de la República de Komi, a Rússia, segons el cens del 2010 tenia 26 habitants.